# Grand Prix Belgie 1993
Grand Prix Belgie 1993 (LI Foster's Belgian Grand Prix) dvanáctý závod 44. ročníku mistrovství světa jezdců Formule 1 a 35. ročníku poháru konstruktérů, historicky již 544. grand prix, se uskutečnila na okruhu Circuit de Spa-Francorchamps.

## Výsledky

### Kvalifikace
| Pořadí | Číslo | Jezdec               | Konstruktér               | Čas      | Odstup |
| ------ | ----- | -------------------- | ------------------------- | -------- | ------ |
| 1      | 2     | Alain Prost          | Williams – Renault        | 1:47.571 |        |
| 2      | 0     | Damon Hill           | Williams – Renault        | 1:48.466 | +0.895 |
| 3      | 5     | Michael Schumacher   | Benetton – Ford           | 1:49.075 | +1.504 |
| 4      | 27    | Jean Alesi           | Ferrari                   | 1:49.825 | +2.254 |
| 5      | 8     | Ayrton Senna         | McLaren – Ford            | 1:49.934 | +2.363 |
| 6      | 10    | Aguri Suzuki         | Footwork – Mugen-Honda    | 1:50.329 | +2.958 |
| 7      | 9     | Derek Warwick        | Footwork – Mugen-Honda    | 1:50.628 | +3.057 |
| 8      | 6     | Riccardo Patrese     | Benetton – Ford           | 1:51.017 | +3.446 |
| 9      | 30    | Jyrki Järvilehto     | Sauber – Ilmor            | 1:51.048 | +3.447 |
| 10     | 12    | Johnny Herbert       | Lotus – Ford              | 1:51.139 | +3.568 |
| 11     | 25    | Martin Brundle       | Ligier – Renault          | 1:51.350 | +3.779 |
| 12     | 29    | Karl Wendlinger      | Sauber – Ilmor            | 1:51.440 | +3.869 |
| 13     | 14    | Rubens Barrichello   | Jordan – Hart             | 1:51.711 | +4.140 |
| 14     | 7     | Michael Andretti     | McLaren – Ford            | 1:51.833 | +4.262 |
| 15     | 26    | Mark Blundell        | Ligier – Renault          | 1:51.916 | +4.345 |
| 16     | 28    | Gerhard Berger       | Ferrari                   | 1:52.080 | +4.509 |
| 17     | 4     | Andrea de Cesaris    | Tyrrell – Yamaha          | 1:52.647 | +5.076 |
| 18     | 19    | Philippe Alliot      | Larrousse – Lamborghini   | 1:52.907 | +5.336 |
| 19     | 20    | Erik Comas           | Larrousse – Lamborghini   | 1:53.186 | +5.615 |
| 20     | 15    | Thierry Boutsen      | Jordan – Hart             | 1:53.465 | +5.894 |
| 21     | 24    | Pierluigi Martini    | Minardi – Ford            | 1:53.526 | +5.955 |
| 22     | 23    | Christian Fittipaldi | Minardi – Ford            | 1:53.942 | +6.371 |
| 23     | 3     | Ukjó Katajama        | Tyrrell – Yamaha          | 1:54.551 | +6.980 |
| 24     | 22    | Luca Badoer          | Scuderia Italia – Ferrari | 1:54.978 | +7.407 |
| 25     | 21    | Michele Alboreto     | Scuderia Italia – Ferrari | 1:55.965 | +8.394 |
| NP     | 11    | Alessandro Zanardi   | Lotus – Ford              | /        | /      |

### Závod
| Pořadí | Číslo | Jezdec               | Konstruktér           | Kola | Čas/odstoupení | Start | Body |
| ------ | ----- | -------------------- | --------------------- | ---- | -------------- | ----- | ---- |
| 1      | 0     | Damon Hill           | Williams-Renault      | 44   | 1:24:32.124    | 2     | 10   |
| 2      | 5     | Michael Schumacher   | Benetton-Ford         | 44   | +3.668         | 3     | 6    |
| 3      | 2     | Alain Prost          | Williams-Renault      | 44   | +14.988        | 1     | 4    |
| 4      | 8     | Ayrton Senna         | McLaren-Ford          | 44   | +1:39.763      | 5     | 3    |
| 5      | 12    | Johnny Herbert       | Lotus-Ford            | 43   | +1 kolo        | 10    | 2    |
| 6      | 6     | Riccardo Patrese     | Benetton-Ford         | 43   | +1 kolo        | 8     | 1    |
| 7      | 25    | Martin Brundle       | Ligier-Renault        | 43   | +1 kolo        | 11    |      |
| 8      | 7     | Michael Andretti     | McLaren-Ford          | 43   | +1 kolo        | 14    |      |
| 9      | 30    | Jyrki Järvilehto     | Sauber                | 43   | +1 kolo        | 9     |      |
| 10     | 28    | Gerhard Berger       | Ferrari               | 42   | Kolize         | 16    |      |
| 11     | 26    | Mark Blundell        | Ligier-Renault        | 42   | Kolize         | 15    |      |
| 12     | 19    | Philippe Alliot      | Larrousse-Lamborghini | 42   | +2 kola        | 18    |      |
| 13     | 22    | Luca Badoer          | Lola-Ferrari          | 42   | +2 kola        | 24    |      |
| 14     | 21    | Michele Alboreto     | Lola-Ferrari          | 41   | +3 kola        | 25    |      |
| 15     | 3     | Ukjó Katajama        | Tyrrell-Yamaha        | 40   | +4 kola        | 23    |      |
| Ret    | 20    | Érik Comas           | Larrousse-Lamborghini | 37   | Palivová pumpa | 19    |      |
| Ret    | 9     | Derek Warwick        | Footwork-Mugen-Honda  | 28   | Motor          | 7     |      |
| Ret    | 29    | Karl Wendlinger      | Sauber                | 27   | Motor          | 12    |      |
| Ret    | 4     | Andrea de Cesaris    | Tyrrell-Yamaha        | 24   | Motor          | 17    |      |
| Ret    | 23    | Christian Fittipaldi | Minardi-Ford          | 15   | Vyjetí z tratě | 22    |      |
| Ret    | 24    | Pierluigi Martini    | Minardi-Ford          | 15   | Vyjetí z tratě | 21    |      |
| Ret    | 10    | Aguri Suzuki         | Footwork-Mugen-Honda  | 14   | Převodovka     | 6     |      |
| Ret    | 14    | Rubens Barrichello   | Jordan-Hart           | 11   | Ložiska kol    | 13    |      |
| Ret    | 27    | Jean Alesi           | Ferrari               | 4    | Zavěšení       | 4     |      |
| Ret    | 15    | Thierry Boutsen      | Jordan-Hart           | 0    | Převodovka     | 20    |      |
| DNS    | 11    | Alessandro Zanardi   | Lotus-Ford            |      | Zraněn         | 26    |      |

## Průběžné pořadí šampionátu
Pohár jezdců
| Pořadí | Jezdec             | Body |
| ------ | ------------------ | ---- |
| 1      | Alain Prost        | 81   |
| 2      | Ayrton Senna       | 53   |
| 3      | Damon Hill         | 48   |
| 4      | Michael Schumacher | 42   |
| 5      | Riccardo Patrese   | 18   |

Pohár konstruktérů
| Pořadí | Konstruktér      | Body |
| ------ | ---------------- | ---- |
| 1      | Williams-Renault | 129  |
| 2      | Benetton-Ford    | 60   |
| 3      | McLaren-Ford     | 56   |
| 4      | Ligier-Renault   | 21   |
| 5      | Ferrari          | 14   |